# Eugène Demolder
Eugène Ghislain Alfred Demolder (Molenbeek-Saint-Jean, 16 de diciembre de 1862-Essonne, 9 de octubre de 1919) fue un autor belga. Es probablemente conocido entre los lectores de lengua inglesa por su novela romántica Le jardinier de la Pompadour (El jardinero de Madame de Pompadour).  Además de novelista, escritor de cuentos y crítico de arte, estaba formado en Derecho. Sus memorias, Sous la robe (Bajo la ropa), ofrece un punto de vista cultural de la clase profesional belga de finales del siglo XIX y su implicación en la reforma literaria. (Véase también movimientos culturales.)  Su uso del simbolismo y maestría en la ambientación lo diferencias de piezas románticas precedentes.
Fue un miembro de La Jeune Belgique (Joven Bélgica), un diario de crítica literaria que animó un movimiento de renacimiento literario en la Bélgica del siglo XIX. Este movimiento influyó en hacer crecer la conciencia nacional de los belgas, dando paso al modernismo y desanimando el romanticismo. Demolder contribuyó a La Jeune Belgique como crítico de arte y publicó una monografía temprana sobre el artista simbolista, James Ensor en 1892. Entre sus contemporáneos estuvieron Emile Verhaeren, Max Sulzberger y Edouard Fetis.

## Obra
- Le jardinier de la Pompadour, 1904, ha sido incluido en el Proyecto Gutenberg
- La Route d'emeraude (1899; "La ruta de esmeralda")
- L'Espagne en Auto (1906; "España en auto")
- La Legende d'Yperdamme (1896)
- Biography of Félicien Rops
- Sous la robe (Bajo la ropa) 1897